# Distrito de Tehuantepec
El distrito de Tehuantepec es uno de los 30 distritos que conforman al estado mexicano de Oaxaca y uno de los dos en que se divide la región istmo. Se conforma de 373 localidades repartidas entre 19 municipios.

## Municipios
| Código INEGI | Municipio                      | Cabecera                       |
| ------------ | ------------------------------ | ------------------------------ |
| 036          | Guevea de Humboldt             | Guevea de Humboldt             |
| 052          | Magdalena Tequisistlán         | Magdalena Tequisistlán         |
| 053          | Magdalena Tlacotepec           | Magdalena Tlacotepec           |
| 079          | Salina Cruz                    | Salina Cruz                    |
| 124          | San Blas Atempa                | San Blas Atempa                |
| 248          | San Mateo del Mar              | San Mateo del Mar              |
| 282          | San Miguel Tenango             | San Miguel Tenango             |
| 305          | San Pedro Comitancillo         | San Pedro Comitancillo         |
| 307          | San Pedro Huamelula            | San Pedro Huamelula            |
| 308          | San Pedro Huilotepec           | San Pedro Huilotepec           |
| 412          | Santa María Guienagati         | Santa María Guienagati         |
| 418          | Santa María Jalapa del Marqués | Santa María Jalapa del Marqués |
| 421          | Santa María Mixtequilla        | Santa María Mixtequilla        |
| 440          | Santa María Totolapilla        | Santa María Totolapilla        |
| 453          | Santiago Astata                | Santiago Astata                |
| 470          | Santiago Lachiguiri            | Santiago Lachiguiri            |
| 472          | Santiago Laollaga              | Santiago Laollaga              |
| 508          | Santo Domingo Chihuitán        | Santo Domingo Chihuitán        |
| 515          | Santo Domingo Tehuantepec      | Santo Domingo Tehuantepec      |

## Demografía
En el distrito habitan 232 124 personas, que representan el 9.37% de la población del estado. De ellos 125 438 dominan alguna lengua indígena. Las 10 localidades más pobladas del distrito son:
| Puesto | Ciudad/Localidad   | Población | Municipio                      |
| ------ | ------------------ | --------- | ------------------------------ |
| 1      | Salina Cruz        | 76,660    | Salina Cruz                    |
| 2      | Tehuantepec        | 45,134    | Santo Domingo Tehuantepec      |
| 3      | San Blas           | 13,117    | San Blas Atempa                |
| 4      | Jalapa del Márques | 8,958     | Santa María Jalapa del Marqués |
| 5      | San Mateo          | 5,584     | San Mateo del Mar              |
| 6      | Comitancillo       | 4,265     | San Pedro Comitancillo         |
| 7      | Mixtequilla        | 3,651     | Santa María Mixtequilla        |
| 8      | Tequisistlán       | 3,605     | Magdalena Tequisistlán         |
| 9      | Huilotepec         | 3,247     | San Pedro Huilotepec           |
| 10     | La Noria           | 2,830     | Santo Domingo Tehuantepec      |